# Satoyama
Satoyama (里山) là một từ tiếng Nhật chỉ khu vực giáp danh giữa chân núi đồi và vùng đồng bằng canh tác được. Sato (里) nghĩa đen có nghĩa là xóm làng và yama (山) nghĩa là núi đồi. Satoyama đã phát triển qua nhiều thế kỷ ở khía cạnh nông nghiệp và lâm nghiệp quy mô nhỏ.

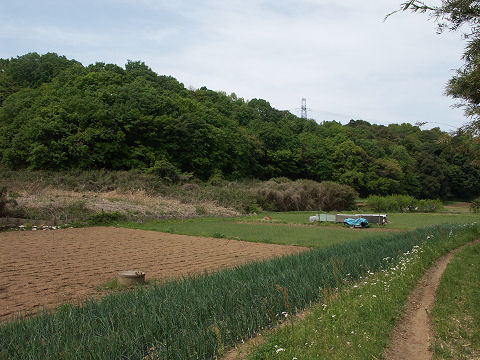
Cảnh quan Satoyama tại Inagi, Tokyo

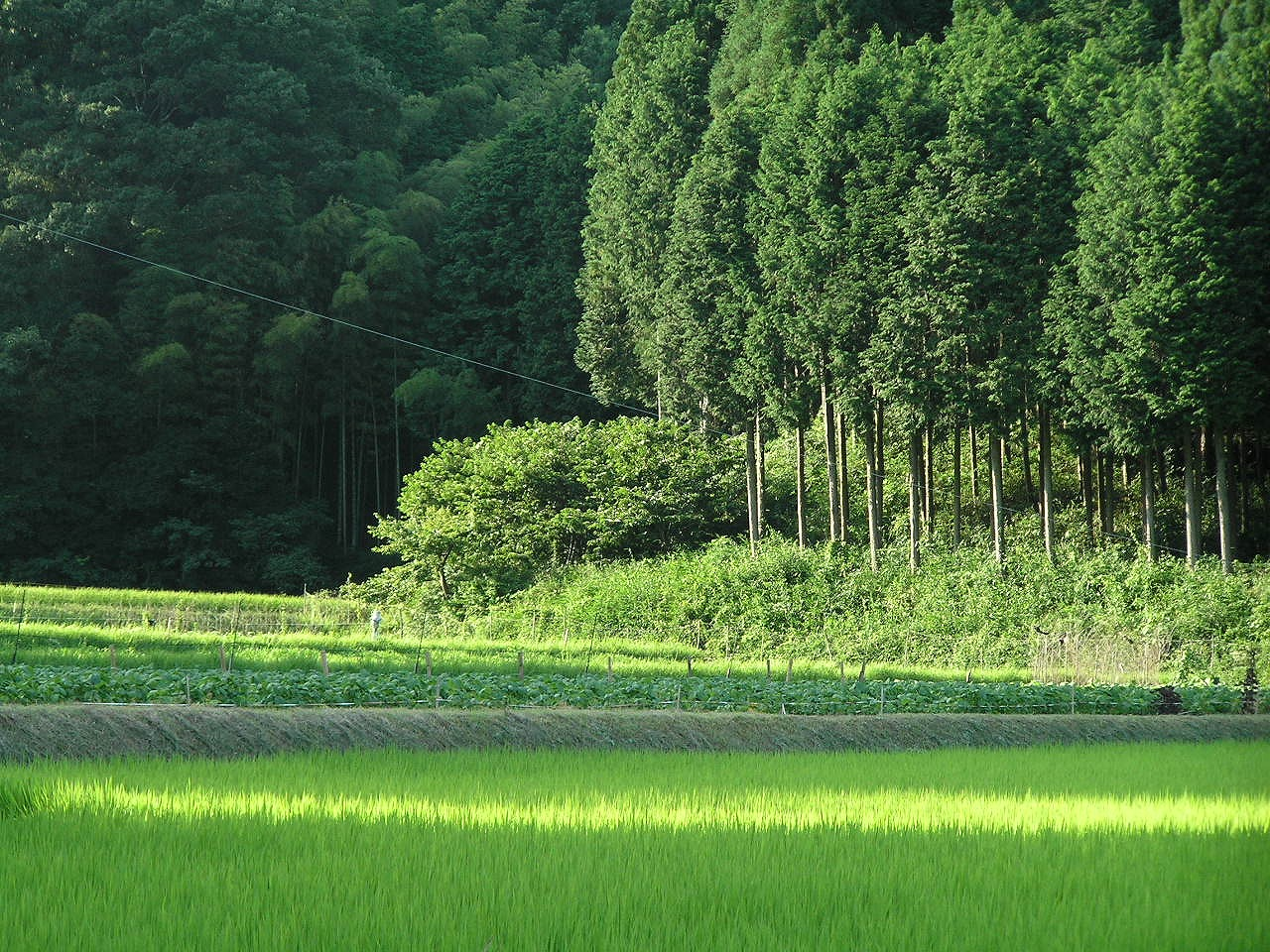
Cảnh quan đồng lúa và rừng, Satoyama Sasayama, Hyōgo

## Từ nguyên
Khái niệm Satoyama có một số định nghĩa khác nhau. Đầu tiên là sự quản lý rừng thông qua các cộng đồng nông nghiệp địa phương, sử dụng phương pháp cắt tỉa cây rừng. Trong thời kỳ Edo, lá cây được thu thập từ các khu rừng cộng đồng để sử dụng làm phân bón trên các cánh đồng lúa nước. Dân làng cũng sử dụng gỗ để xây dựng, nấu ăn và sưởi ấm. Về sau, Satoyama được định nghĩa không chỉ là những cánh rừng hỗn hợp của cộng đồng mà là toàn bộ cảnh quan dùng cho nông nghiệp. Theo cách hiểu này, Satoyama là tổng thể những cánh rừng hỗn hợp, đồng ruộng lúa nước, lúa cạn, đồng cỏ, sông suối, ao hồ và các khu chứa nước tưới tiêu. Nông dân dùng các đồng cỏ để chăn thả ngựa và gia súc. Sông suối ao hồ và các khu chứa nước đóng một vai trò quan trọng trong việc điều hòa mực nước của đồng ruộng và nuôi  thủy sản làm nguồn thức ăn.

## Dân cư, sở hữu và sử dụng đất

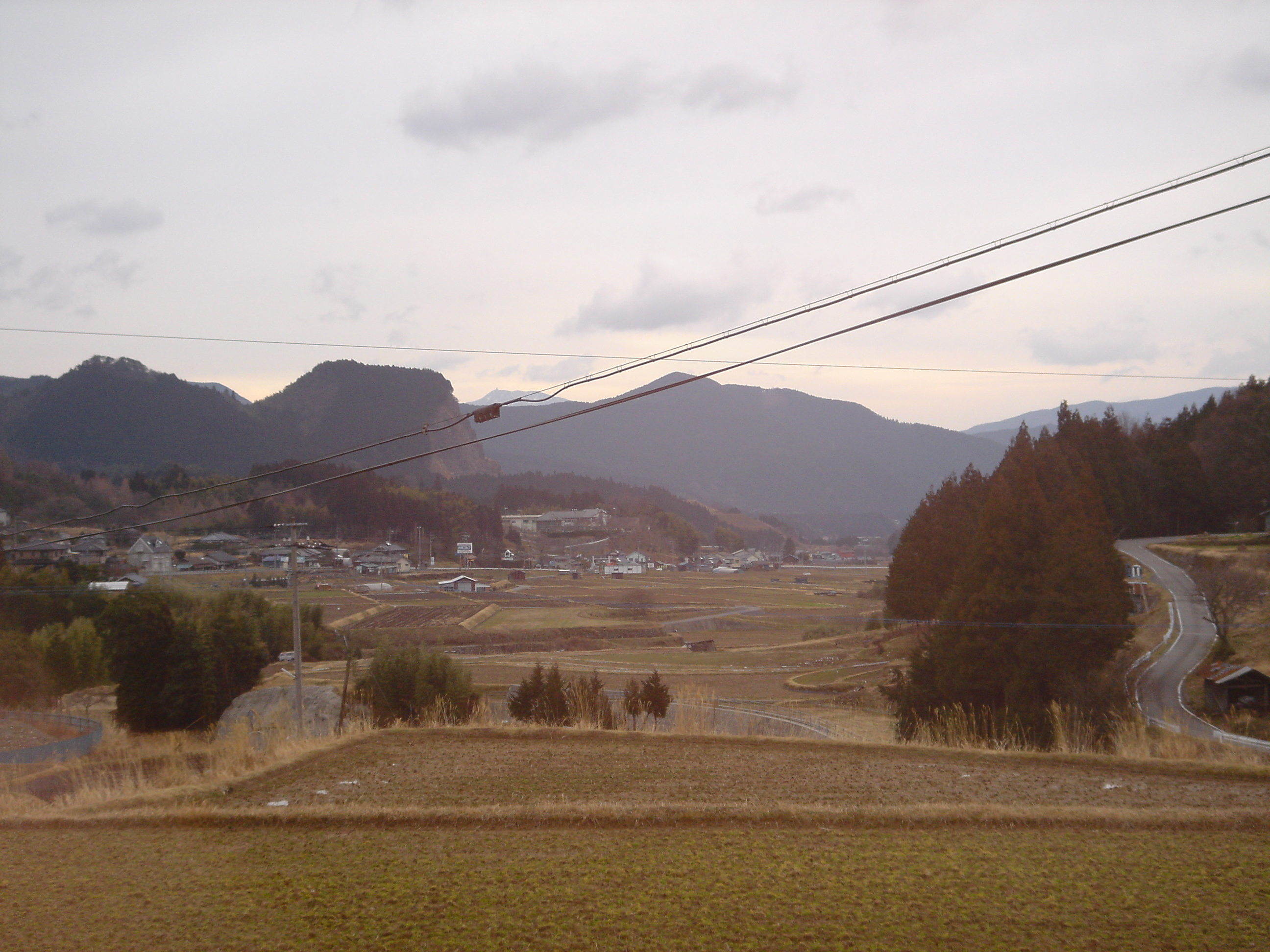
Satoyama ở Kuma kōgen town, Ehime

Sự suy giảm dân số tại các ngôi làng là một yếu đáng kể dẫn đến sự biến mất của satoyama ở Nhật Bản. Sự tăng trưởng kinh tế từ năm 1955 đến năm 1975 đã tạo ra những khoảng cách đáng kể về kinh tế và xã hội giữa thành phố và làng mạc dẫn đến sự suy giảm dân số của những xóm làng miền núi, nơi cuộc sống gặp khó khăn bởi các điều kiện tự nhiên như sườn dốc, lở đất và tuyết rơi.
Mô hình sở hữu cũng là một yếu tố. Quyền sở hữu chung đối với rừng satoyama gần các ngôi làng đã phổ biến từ đầu thế kỷ 19. Những khu rừng này được khai thác gỗ làm nguồn lợi kinh tế và xây nhà. Các khu rừng gần các ngôi làng đã bị chặt phá, ngày nay các khu rừng già thường nằm cách xa các ngôi làng. Người dân sử dụng gỗ từ rừng tư hữu và rừng trồng cây lá kim để làm nhiên liệu. Đến thập niên 1960, satoyama được tận dụng làm ruộng lúa, canh tác nương rẫy, đồng cỏ, rừng thứ sinh làm nhiên liệu và rừng tre.

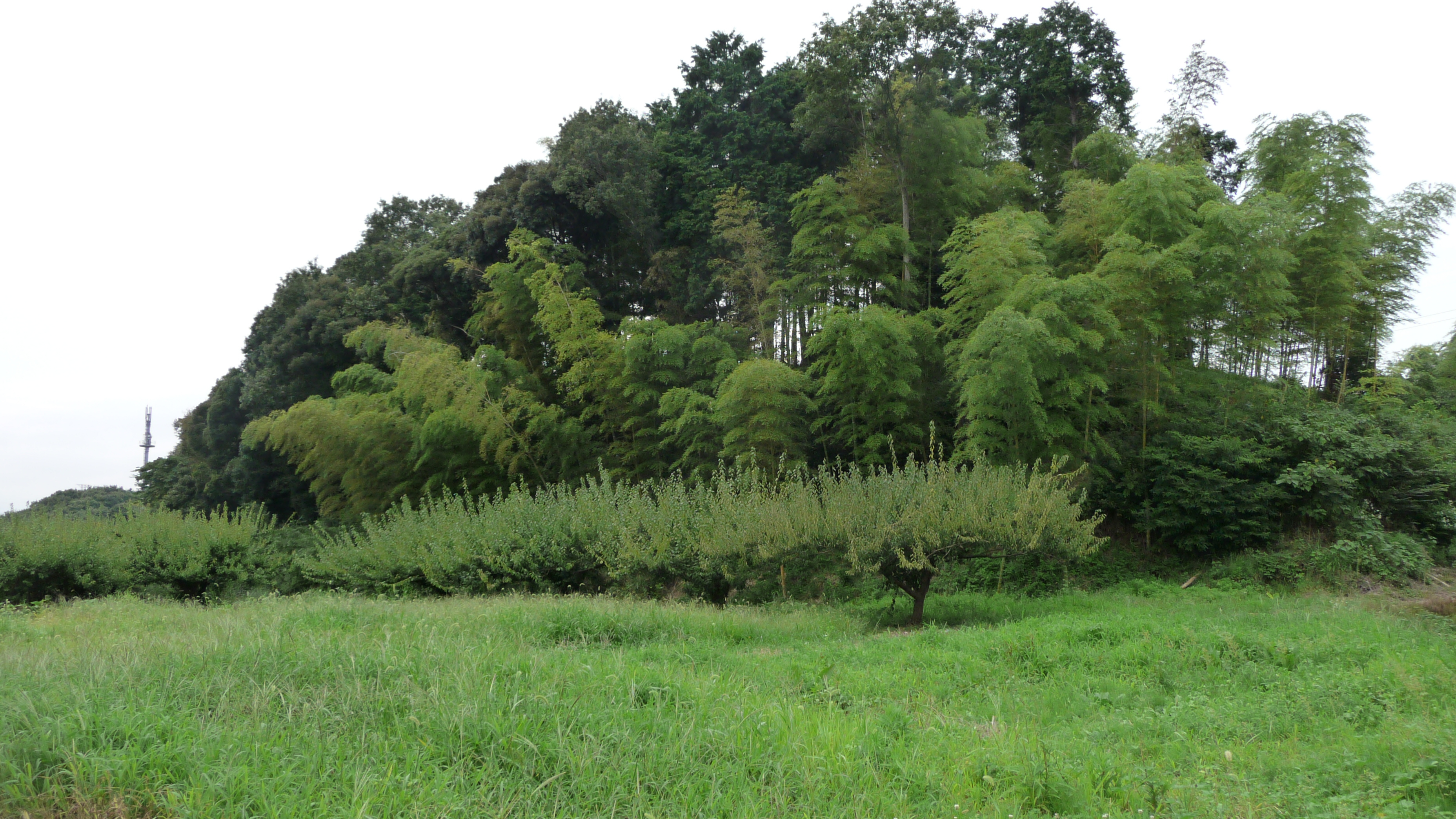
Satoyama gồm nhiều tầng cây trồng và cây rừng ở Chiba Nhật Bản

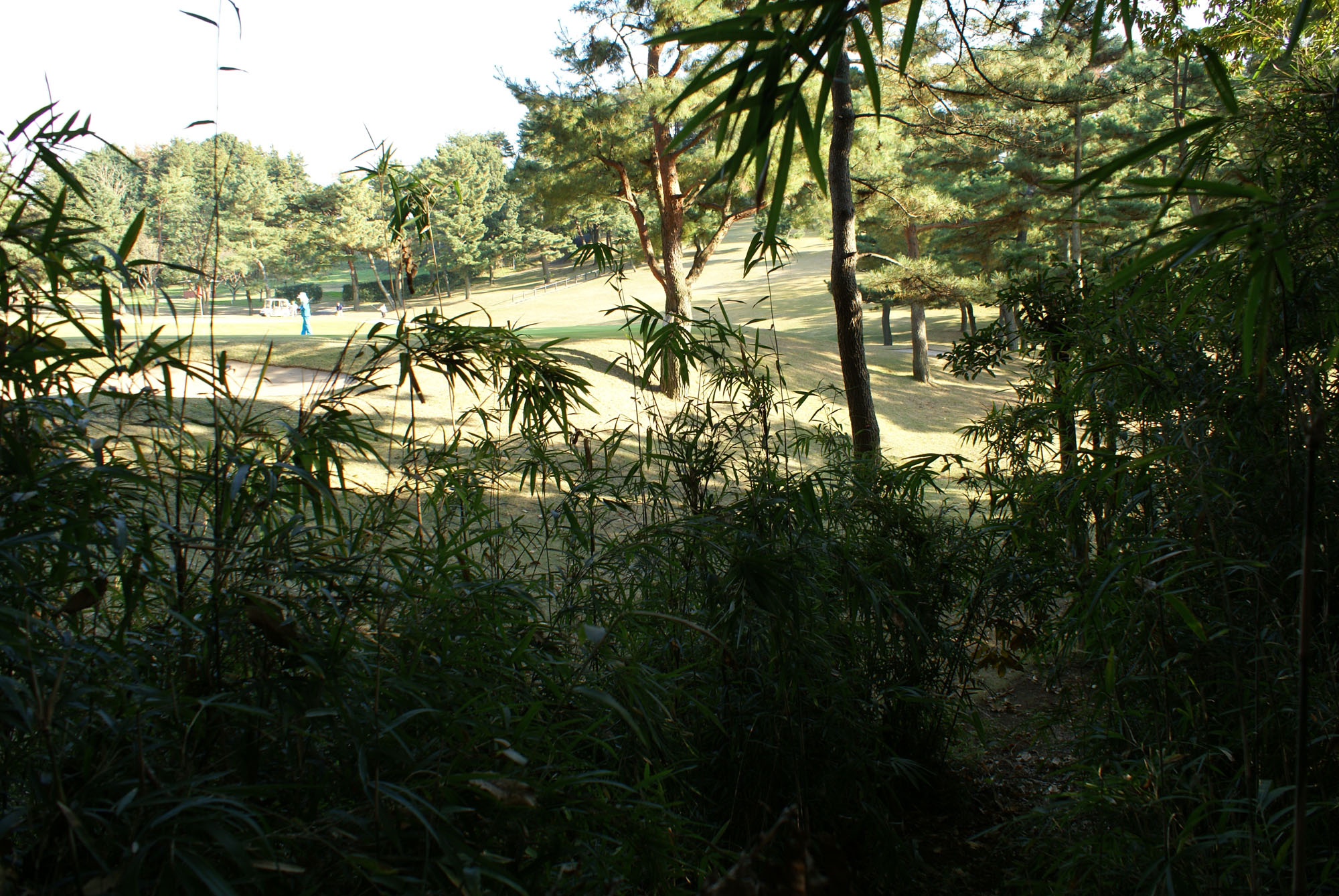
Nhiều sân golf được xây dựng tại các Satoyama trên khắp Nhật Bản

## Trong văn hóa đại chúng
Satoyama ở tỉnh Saitama được thể hiện rất chính xác và chi tiết về mặt nghệ thuật trong bộ phim anime nổi tiếng Hàng xóm của tôi là Totoro của xưởng phim Ghibli do Hayao Miyazaki làm đạo diễn. Sự nổi bật của Satoyama trong bộ phim đã thu hút niềm yêu thích của công chúng và thúc đẩy những nỗ lực bảo tồn trong thời gian gần đây.
David Attenborough tham gia với vai trò dẫn chuyện cho một chương trình mang tên Satoyama dài 1 tiếng của đài NHK năm 2004.
Công ty thần tượng Nhật Bản Hello! Project đã mở một chương trình mới tên Hello! SATOYAMA Life, đây là một chương trình tivi trình chiếu các thành viên của Hello! Project, bao gồm Morning Musume, Berryz Koubou, ℃-ute, Mano Erina, S/mileage, và Mitsui Aika. Hello! SATOYAMA Life dựa trên nông nghiệp và tự nhiên. Những cô gái khác nhau được lựa chọn để quay các cảnh quay với nhiều chủ đề về nông nghiệp và tự nhiên. Chương trình được phát síng trên TV Tokyo.
Chương trình truyền hình Begin Japanology chuyên về văn hóa và phong cách sống đã phát sóng một tập về Satoyama vào năm 2009 trên kênh NHK World.